# Fastlove
Fastlove (ang. tłum. szybka miłość) − kompozycja autorstwa brytyjskiego wokalisty George Michaela, zrealizowana na trzeci studyjny album Michaela pt. Older (1996).

## Teledysk
Przez cały teledysk, widzimy wiele kobiet i mężczyzn (przedstawiają oni różne postawy emocjonalne i seksualne).
W pewnym momencie wideoklipu Michael ma na sobie słuchawki ze słowem "FONY" w stylu logo firmy Sony, jest to dyskretne odniesienie do sporu artysty z tym właśnie koncernem.

## Listy utworów i formaty singla

### MC: UK / Virgin VSC 1579
1. "Fastlove" (Part I) – 5:23
2. "I'm Your Man '96" – 4:04

### 12": UK / Virgin VST 1579
1. "Fastlove" (Part II) [Fully Extended Mix] – 9:27
2. "I'm Your Man '96" – 4:04
3. "Fastlove" (Part I) – 5:23

### CD: UK / VSCDG 1579
1. "Fastlove" (Part I) – 5:23
2. "I'm Your Man '96" – 4:04
3. "Fastlove" (Part II) [Fully Extended Mix] – 9:27

- "Fastlove" (Part II) mix "Fastlove" w nowej wersji z "I'm Your Man", w pełni "Extended Mix".

### CD: US / Dreamworks DRMDS-59001
1. "Fastlove" [Full version] – 5:24
2. "I'm Your Man '96" – 4:04
3. "Fastlove" [Summer Mix] – 4:40

- "Pełna wersja" to wersja albumu.

## Osiągnięcia
Piosenka dotarła do #1 na UK Singles Chart, gdzie przebywała przez trzy tygodnie. Dotarła także na #1 w Australii, Hiszpanii i Włoszech. 